# Beacon (альбом)
Beacon это второй студийный альбом северо-ирландской инди-рок-группы Two Door Cinema Club. Выпущен 31 августа 2012 года на лейбле Kitsuné. Этот альбом был записан в Лос-Анджелесе на домашней студии Джекнифа Ли.
| Совокупная оценка    | Совокупная оценка                                                                  |
| Источник             | Оценка                                                                             |
| -------------------- | ---------------------------------------------------------------------------------- |
| Metacritic           | 62/100                                                                             |
| Оценки критиков      |                                                                                    |
| Источник             | Оценка                                                                             |
| AllMusic             | 3 из 5 звёзд · 3 из 5 звёзд · 3 из 5 звёзд · 3 из 5 звёзд · 3 из 5 звёзд           |
| Entertainment Weekly | B+                                                                                 |
| Evening Standard     | 4 из 5 звёзд · 4 из 5 звёзд · 4 из 5 звёзд · 4 из 5 звёзд · 4 из 5 звёзд           |
| The Guardian         | 3 из 5 звёзд · 3 из 5 звёзд · 3 из 5 звёзд · 3 из 5 звёзд · 3 из 5 звёзд           |
| The Irish Times      | 4 из 5 звёзд · 4 из 5 звёзд · 4 из 5 звёзд · 4 из 5 звёзд · 4 из 5 звёзд           |
| musicOMH             | 2,5 из 5 звёзд · 2,5 из 5 звёзд · 2,5 из 5 звёзд · 2,5 из 5 звёзд · 2,5 из 5 звёзд |
| NME                  | 8/10                                                                               |
| The Observer         | 2 из 5 звёзд · 2 из 5 звёзд · 2 из 5 звёзд · 2 из 5 звёзд · 2 из 5 звёзд           |
| Paste                | 8.3/10                                                                             |
| Sputnikmusic         | 3.5/5                                                                              |

## What We See
Группа выпустила четырёхсерийный документальный фильм под названием «What We See», в котором изображен их европейский летний тур до выхода Beacon. Документальный фильм был снят Грегом Хьюстоном (Babysweet Sessions), другом группы.

## Коммерческий успех
Beacon дебютировал на первом месте в Irish Albums Chart, став первым альбомом номер один в чарте. В Великобритании альбом занял второе место в UK Albums Chart, где было продано 33 306 копий за первую неделю. 21 июня 2013 года альбом получил статус Золотого от British Phonographic Industry (BPI). В Великобритании было продано более 100 000 экземпляров.
В США альбом дебютировал под номером 17 в чарте Billboard 200, и седьмое место в Top Rock Albums. За первую неделю было продано 16 000 копий. ПО состоянию на сентябрь 2016 в США было продано 110 000 копий альбома.

## Список композиций
Слова и музыка всех песен — Алекс Тримбл, Сэм Халлидей и Кевин Бейрд.
| №                   | Название                                 | Длительность |
| ------------------- | ---------------------------------------- | ------------ |
| 1.                  | «Next Year»                              | 4:11         |
| 2.                  | «Handshake»                              | 3:31         |
| 3.                  | «Wake Up»                                | 3:45         |
| 4.                  | «Sun»                                    | 3:07         |
| 5.                  | «Someday»                                | 3:43         |
| 6.                  | «Sleep Alone»                            | 3:56         |
| 7.                  | «The World Is Watching» (with Valentina) | 3:36         |
| 8.                  | «Settle»                                 | 3:52         |
| 9.                  | «Spring»                                 | 3:24         |
| 10.                 | «Pyramid»                                | 3:09         |
| 11.                 | «Beacon»                                 | 3:24         |
| Общая длительность: | Общая длительность:                      | 39:38        |

| №   | Название           | Длительность |
| --- | ------------------ | ------------ |
| 12. | «Remember My Name» | 2:51         |

| №   | Название                         | Длительность |
| --- | -------------------------------- | ------------ |
| 12. | «Sleep Alone» (Giraffage Remix)  | 3:37         |
| 13. | «Sleep Alone» (Poindexter Remix) | 4:56         |

| №   | Название                 | Длительность |
| --- | ------------------------ | ------------ |
| 12. | «Start Again»            | 4:15         |
| 13. | «Sleep Alone» (Acoustic) | 4:05         |

| №   | Название                  | Длительность |
| --- | ------------------------- | ------------ |
| 12. | «Changing of the Seasons» | 3:43         |

| №   | Название                         | Длительность |
| --- | -------------------------------- | ------------ |
| 1.  | «Cigarettes in the Theatre»      | 5:06         |
| 2.  | «Undercover Martyn»              | 3:05         |
| 3.  | «Do You Want It All?»            | 3:49         |
| 4.  | «This Is the Life»               | 3:20         |
| 5.  | «Something Good Can Work»        | 3:11         |
| 6.  | «Handshake»                      | 4:05         |
| 7.  | «Costume Party»                  | 3:40         |
| 8.  | «You Are Not Stubborn»           | 3:26         |
| 9.  | «Settle»                         | 3:59         |
| 10. | «Eat That Up, It's Good for You» | 4:12         |
| 11. | «What You Know»                  | 4:37         |
| 12. | «Sleep Alone»                    | 3:55         |
| 13. | «Come Back Home»                 | 4:18         |
| 14. | «I Can Talk»                     | 3:55         |

## Участники записи
- Алекс Тримбл — вокал, ударные, гитара, перкуссия, фортепиано, сведения, синтезатор.
- Кевин Бейрд — бас, синтезатор, бэк-вокал.
- Сэм Халлидей — соло-гитара, синтезатор, бэк-вокал.

## Чарты
| Чарт (2012)                       | Максимальная позиция |
| --------------------------------- | -------------------- |
| Australian Albums Chart           | 4                    |
| Austrian Albums Chart             | 30                   |
| Belgian Albums Chart (Flanders)   | 19                   |
| Belgian Albums Chart (Wallonia)   | 36                   |
| Canadian Albums Chart             | 21                   |
| Dutch Albums Chart                | 18                   |
| French Albums Chart               | 17                   |
| German Albums Chart               | 21                   |
| Irish Albums Chart                | 1                    |
| en:Irish Independent Albums Chart | 1                    |
| Japanese Albums Chart             | 30                   |
| New Zealand Albums Chart          | 36                   |
| Scottish Albums Chart             | 2                    |
| Spanish Albums Chart              | 20                   |
| Swiss Albums Chart                | 33                   |
| UK Albums Chart                   | 2                    |
| US Billboard 200                  | 17                   |
| US Alternative Albums             | 6                    |
| US Independent Albums             | 5                    |
| US Rock Albums                    | 7                    |

## Дата выхода альбома в разных странах
| Страна         | Дата выхода     | Лейбл             |
| -------------- | --------------- | ----------------- |
| Австралия      | 31 августа 2012 | Cooperative Music |
| Германия       | 31 августа 2012 | Cooperative Music |
| Ирландия       | 31 августа 2012 | Kitsuné           |
| Япония         | 2 сентября 2012 | Kitsuné Traffic   |
| Франция        | 3 сентября 2012 | Kitsuné           |
| Великобритания | 3 сентября 2012 | Kitsuné           |
| Канада         | 4 сентября 2012 | Glassnote Records |
| США            | 4 сентября 2012 | Glassnote Records |